# Brydalen
Brydalen is een plaats in de Noorse gemeente Tynset in fylke Innlandet. Het dorp heeft een houten kerk uit 1883.